# Mu Zeng
Mu Zeng (chinois : 木增 ; pinyin : mù zēng), né le 19 septembre 1587, décédé le 9 septembre 1646, est un tusi (chef régional issu de la population locale) naxi de la province du Yunnan. Il est également appelé A-chai A-ssu, qui est son nom naxi. Il dirigea à Lijiang entre 1600 et 1620. son père était Mu Qing (chinois : 木青), et sa mère Ashijia (chinois : 阿室加). il fut intronisé à l'âge de 11 ans. Il a écrit de nombreuses anthologies,.

## Biographie
Il a édité un Kangyour, nom tibétain pour des canons bouddhiques des paroles du Bouddha, connu sous la double appellation de Kanjur de Lijiang (tibétain : 'Jang Sa-tham), puisque c'est l'endroit où il a été produit et Kanjur de Lithang puisque les Mongols l'ont amené au Monastère de Litang et il y a été conservé.
Pendant l'hiver de l'année du bœuf de feu (1640), Güshi Khan (khan des qoshots, partisan des gélougpa, et futur roi du Tibet), après avoir visité Kokonor (lac Qinghai ou il installe son khanat) s'attaque au Kham le 25e jour du 11e mois, pensant que le roi du Béri (pratiquant le bön et persécutant les bouddhistes) était dangereux pour toutes les églises, il annexe le Béri, tue le roi et libère les moines qu'il avait fait prisonniers, puis prend sous son contrôle tous les territoires qui bordent Jangaathul, les domaines du roi de Jangsa (alors Mu Zeng).